# Djalmabatista antonii
Djalmabatista antonii är en tvåvingeart som beskrevs av Ernst Josef Fittkau 1968. Djalmabatista antonii ingår i släktet Djalmabatista och familjen fjädermyggor. Inga underarter finns listade i Catalogue of Life.